# 展翅青見計劃
「展翅青見計劃」（英語：Youth Employment and Training Programme）是香港勞工處的一個幫助15至24歲、學歷在副學位或以下的離校青少年就業的項目，提供免費的職前培訓、在職培訓和就業轉介服務，亦有個案經理跟進學員的狀況。於2009年9月由勞工處兩個前身項目「青少年見習就業計劃」及「展翅計劃」合併而成。
由2025年1月1日起，「展翅青見計劃」已改名為「展翅青年就業計劃」，並將參加年齡上限由24歲提高至29歲。

## 計劃詳情

### 計劃目標
「展翅青見計劃」透過勞工處、僱主和服務機構的通力合作，為15至29歲、學歷在副學位或以下的離校青少年，提供全面的求職平台，配合一站式和多元化的職前和在職培訓，幫助青少年認識自我和職業志向，豐富他們的工作技能及經驗，以提升就業競爭力。

### 主要服務、津貼及資助

#### 免費服務
「展翅青見計劃」主要向學員及機構提供以下免費服務：
- 學員
  - 個案管理及就業支援服務
  - 職前培訓
  - 在職培訓
  - 度身訂造培訓暨就業項目
  - 工作及實習轉介
- 機構
  - 刊登在職培訓空缺及實習空缺
  - 物色合適學員
  - 度身訂造培訓暨就業項目

#### 津貼及資助
「展翅青見計劃」會向學員及機構發放不同的津貼或資助。
- 學員
  - 參加「職前培訓課程」的學員每日最多可得到$50港元的培訓津貼
  - 參加為期1個月的「工作實習訓練」的學員，若出席達80% 或以上，每月可獲最多$7,300港元的實習津貼(2023年7月1日起生效，2020-2023年6月30日期間為$5,800，2017-2019年12月31日期間為$4,500，2013-2017年8月31日期間為$3,000，1999-2013年5月31日期間為$2,000實習津貼)
  - 接受在職培訓的學員可報讀相關的職外職業技能培訓課程，及向計劃申請補助課程及考試費用，上限為$4,000港元
- 機構
  - 提供在職培訓空缺的機構每月最多可獲$3,000港元的培訓資助。

### 參加資格
- 15至24歲，學歷在副學位或以下的離校青少年
- 須持有效香港身份證及可在香港合法受僱

### 報名方法
「展翅青見計劃」全年接受報名，費用全免。有興趣參加的青少年，可於官方網站下載表格，或到以下地方索取及遞交表格：
- 計劃辦事處  （页面存档备份，存于）
- 勞工處就業中心  （页面存档备份，存于）
- 勞工處就業一站  （页面存档备份，存于）
- 勞工處青年就業起點  （页面存档备份，存于）
- 民政事務處諮詢服務中心  （页面存档备份，存于）
- 社會福利署地區福利辦事處  （页面存档备份，存于）
- 指定服務機構  （页面存档备份，存于）

年滿18歲的申請人可於網上報名  （页面存档备份，存于）。

## 流行文化
香港雜誌《100毛》於其第70期附刊《書．展毛》中，以展翅青見計劃其中一個前身計劃「青少年見習就業計劃」的名稱進行二次創作。

## 外部連結
- 香港特別行政區政府勞工處 （页面存档备份，存于）
- 勞工處 - 互動就業服務 （页面存档备份，存于）
- 勞工處 - 青年就業服務 （页面存档备份，存于）
- 勞工處 - 青年就業起點 （页面存档备份，存于）